# Clubiona pallidula
Clubiona pallidula este o specie de păianjeni din genul Clubiona, familia Clubionidae. A fost descrisă pentru prima dată de Clerck, 1757. Conform Catalogue of Life specia Clubiona pallidula nu are subspecii cunoscute.